# Сон болельщика
«Сон болельщика» — советский короткометражный фильм 1953 года режиссёра Герберта Раппапорта.
Фильм считался утраченным, но в 2017 году копия фильма была найдена в Австрийском музее кино, прошёл показ на «Ленфильме», фильм запланирован к показу в ноябре 2022 года на венском кинофестивале «Viennale».

## Сюжет
Эстрадно-хореографический номер, исполняемый Государственным ансамблем народного танца СССР под руководством Игоря Моисеева.
Номером экранизируется шутка: на футбольном матче задремавшему болельщику снится, что он выбегает на футбольное поле и, включается в игру, головокружительными приёмами помогает «своей» команде — и вот он уже в своих снах наносит удар по воротам… в реальности в руки вратаря противников прилетает слетевшая с ноги героя галоша.

## Критика
Этот самый причудливый из всех футбольных фильмов — это раскованный танцевальный эскиз вокруг фаната, который хочет помочь своей команде победить с помощью довольно неортодоксальных средств.Оригинальный текст (нем.)Dieser skurrilste aller Fußballettfilme ist ein enthemmter Tanz-Sketch rund um einen Fan, der seinem Team durch eher unorthodoxe Mittel zum Sieg verhelfen will.— Австрийский музей кино